# متلازمة تفرز الفتحة العلوية للنفيق الطبلي
متلازمة تفرز الفتحة العلوية للنفيق الطبلي (بالإنجليزية: Superior canal dehiscence syndrome)‏ هي حالة طبية نادرة تصيب الأذن الداخلية تؤدي للأعراض في السمع والتوازن. هذه الأعراض تظهر بسبب تضيّق أو فقدان جزء من العظم الصدغي يعلو النفق الهلالي العلوي والجهاز الدهليزي. هناك دليل على أن هذه الحالة وراثية. كما أن هنالك بعض الحالات سببها إصابات الرأس. يعد لويد بروكس ماينور أول من وصف هذه الحالة عام 1998.

## الأعراض
يمكن أن تؤثر متلازمة تفرز الفتحة العلوية للنفيق الطبلي على كل من السمع والتوازن بدرجات مختلفة، وتشمل أعراض متلازمة تفرز الفتحة العلوية للنفيق الطبلي:
- يسمع المصاب كلامه أو أصوات أخرى ذاتية (مثل ضربات القلب، وحركات العين، وحركة المفاصل، والمضغ) بصوت عالٍ بشكل غير عادي في الأذن المصابة.
- دوخة ودوار وفقدان توازن مزمن ناجم عن خلل في القناة العلوية.
- ظاهرة توليو وهي عبارة عن دوار ناجم عن الصوت أو فقدان التوازن أو الرأرأة.
- فرط حساسية للصوت.
- ضعف سمع نقيلي منخفض التردد.
- شعور بثقل وامتلاء الأذن المصابة.
- طنين نابض في الأذن.
- ضبابية في التفكير.
- إعياء وتعب عام.
- صداع أو صداع نصفي.
- طنين في الأذن المصابة.

## الأسباب
تظهر الدراسات الحالية أنه عند حوالي 2.5% من عامة السكان تنمو عظام الرأس إلى 60-70% فقط من سماكتها الطبيعي في الأشهر التالية للولادة. قد يفسر هذا الاستعداد الوراثي سبب أن سماكة العظم الصدغي الذي يفصل القناة نصف الدائرية العلوية عن تجويف الجمجمة يصل إلى 0.5 مم فقط في حين أنه يجب أن يكون 0.8 ملم، ما يجعلها أكثر هشاشة وعرضة للتلف عند التعرض لأي صدمة أو رض على الرأس أو من خلال التآكل البطيء، وعلى كل حال لا يوجد حاليًا أي تفسير علمي لهذا التآكل في العظام.

## التشخيص
يمكن الكشف عن وجود التفزر من خلال التصوير بالطبقي المحوري عالي الوضوح (بمقاطع 0.6 مم أو أقل) للعظم الصدغي، وهي الطريقة الأكثر موثوقية حاليًا للتمييز بين متلازمة تفزر القناة العلوية وأمراض الأذن الداخلية الأخرى التي تؤدي لأعراض مشابهة، مثل داء منير والناسور المحيطي اللمفاوي وتفزر العصب القوقعي الوجهي. تشمل طرق التشخيص الأخرى اختبار الجهد الدهليزي واختبار الرأرأة وتخطيط الأعصاب. يعد التشخيص الدقيق أمرًا بالغ الأهمية لأنه يمكن أن يجنب جراحة الأذن الوسطى الاستقصائية غير الضرورية. قد تظهر أيضًا العديد من الأعراض النموذجية لمتلازمة تفرز الفتحة العلوية للنفيق الطبلي (وأشيعها الدوار) كجزء من داء منير، ما قد يتسبب في بعض الأحيان في الخلط بين مرضٍ وآخر، وقد أكدت تقارير طبية إصابة بعض المرضى بداء منيير ومتلازمة تفرز الفتحة العلوية للنفيق الطبلي في نفس الوقت.
تعد متلازمة تفرز الفتحة العلوية للنفيق الطبلي حالة نادرة جدًا ولا تزال غير معروفة نسبيًا، لذلك قد يستغرق الوصول لتشخيص دقيق لهذا المرض المؤلم بعض الوقت لأن العديد من المتخصصين في الرعاية الصحية لا يدركون بعد وجودها وكثيرًا ما يرفضون الاعتراف بالأعراض ويعتبرونها مؤشرًا على اضطرابات عقلية.

## العلاج
يمكن إصلاح الفجوة في العظم الصدغي عن طريق تسطيح جراحي للعظم المصاب أو انسداد القناة نصف الدائرية العلوية فور وضع التشخيص. تنفذ هذه التقنيات عن طريق الوصول إلى موقع التفزر إما عن طريق حج القحف الأوسط أو عبر قناة تحفر من خلال العظم خلف الأذن المصابة. كان الأسمنت العظمي هو المادة الأكثر استخدامًا في الماضي على الرغم من ميله إلى الانزلاق والارتشاف، وما يترتب على ذلك من ارتفاع معدل الفشل، أما في الآونة الأخيرة فاستبدل بترقيع الأنسجة الرخوة.